# Голодаевский район
Голодаевский район — административно-территориальная единица, существовавшая в УССР и РСФСР в 1923—1935 годах.
Административный центр — село Голодаевка.

## История
Голодаевский район был образован в 1923 года из Голодаевской волости и входил в состав Таганрогского округа Донецкой губернии.
В 1924 году Голодаевский район и Таганрогский округ вошли в состав Юго-Восточной области России.
В 1929 году Таганрогский округ был включён в состав Донского округа, Голодаевский район был упразднен, его территория была включена в Матвеево-Курганский район. В январе 1935 года район восстановили, но в апреле того же года его стали именовать как Куйбышевский район.